# Panthera youngi
Panthera youngi è un felide estinto, appartenente al genere Panthera.

## Storia
È nota per i suoi resti ritrovati a Choukoutien, nella Cina nordorientale, e visse circa 350.000 anni fa.
I dati recensiti nel 1969 suggeriscono che il leone americano, il leone delle caverne eurasiatico e la grossa Panthera youngi cinese siano conspecifici. Comunque, alcuni scienziati non sono sicuri che P. youngi sia un leone e la identificano come una tigre primitiva o perfino come un leopardo.